# (1009) Sirene
(1009) Sirene és un asteroide que forma part del grup dels asteroides que creuen l'òrbita de Mart i va ser descobert per Karl Wilhelm Reinmuth el 31 d'octubre de 1923 des de l'observatori de Heidelberg-Königstuhl, Alemanya.

## Designació i nom
Sirene va ser designat al principi com 1923 PE. Més endavant es va anomenar per les sirenes de la mitologia grega.

## Característiques orbitals
Sirene orbita a una distància mitjana del Sol de 2,622 ua, podent acostar-s'hi fins a 1,424 ua i allunyar-se'n fins a 3,82 ua. La seva inclinació orbital és 15,78° i l'excentricitat 0,4568. Empra 1551 dies a completar una òrbita al voltant del Sol.